# حبان (مودية)

تعديل مصدري - تعديل

حبان هي إحدى قرى عزلة مودية بمديرية مودية التابعة لمحافظة أبين، بلغ تعداد سكانها 174 نسمة حسب تعداد اليمن لعام 2004.